# Magnuszew
Magnuszew ist eine Stadt sowie Sitz der gleichnamigen Stadt-und-Land-Gemeinde im Powiat Kozienicki der Woiwodschaft Masowien, Polen.

## Geographie
Magnuszew liegt auf dem Westufer der Weichsel, östlich der Stadt Warka.

## Geschichte
Magnuszew hatte von 1377 bis 1576, von 1776 bis zum Entzug 1870 und hat wieder seit 1. Januar 2024 Stadtrecht.
Während der Operation Bagration konnte hier am 1. August 1944 von der 8. sowjetischen Garde-Armee ein zweiter Brückenkopf westlich der Weichsel erobert werden.

## Gemeinde
Zur Stadt-und-Land-Gemeinde (gmina miejsko-wiejska) Magnuszew gehören folgende 32 Ortschaften mit einem Schulzenamt (sołectwo):
Aleksandrów
Anielin
Basinów
Boguszków
Bożówka
Chmielew
Dębowola
Gruszczyn
Grzybów
Kępa Skórecka
Kłoda
Kolonia Rozniszew
Kurki
Latków
Magnuszew
Mniszew
Osiemborów
Ostrów
Przewóz Stary
Przewóz Tarnowski
Przydworzyce
Rękowice
Rozniszew
Trzebień
Tyborów
Urszulin
Wilczkowice Dolne
Wilczowola
Winduga
Wola Magnuszewska
Wólka Tarnowska
Zagroby
Żelazna Nowa
Żelazna Stara
Weitere Orte der Gemeinde sind Leśniczówka Bożówka und Trzebień (osada).